# The New Mutants (film)
The New Mutants är en amerikansk skräck-superhjältefilm från 2020. Filmen är regisserad av Josh Boone, som även har skrivit manus tillsammans med Knate Lee.
Filmen hade premiär i Sverige den 2 september 2020, utgiven av 20th Century Fox.

## Handling
Filmen handlar om fem unga mutanter som upptäcker sina förmågor och hamnar på en hemlig anläggning där de är fast mot sin vilja. Där får de kämpa för att undkomma sina tidigare synder och rädda sig själva.

## Rollista
| - Maisie Williams – Rahne Sinclair / "Wolfsbane". - Anya Taylor-Joy – Illyana Rasputina / "Magik". - Blu Hunt – Danielle "Dani" Moonstar / "Mirage". - Charlie Heaton – Samuel "Sam" Guthrie / "Cannonball". - Henry Zaga – Roberto "Bobby" da Costa / "Sunspot". - Adam Beach – William Lonestar, Danis far av Cheyenne-ursprung. - Thomas Kee – Thomas "Tom" Guthrie, Sams far. - Antonio Banderas – Emmanuel da Costa, Bobbys far (borttagna scener). | - Alice Braga – Dr. Cecilia Reyes - Happy Anderson – Reverend Craig - Sarah Bennani – Flo - Colbi Gannett – Illyana som barn. - Tony Saquett – Mutantstudent - Max Schochet – Kolgruvarbetare - Mickey Gilmore – Kolgruvarbetare - Jeffrey Corazzini – Kolgruvarbetare |